# دنيس شو (ممثل)
دنيس شو (بالصينية: 周崇庆؛ بالإنجليزية: Dennis Chew) هو ممثل سنغافوري، ولد في 15 أغسطس 1973 في سنغافورة.